# Luca Di Fulvio
Luca Di Fulvio (ur. 13 maja 1957 w Rzymie, zm. 31 maja 2023 tamże) – włoski pisarz.
Luca Di Fulvio studiował dramaturgię w Rzymie pod kierunkiem Andrei Camilleriego. Współpracował z Paolą Borboni, Sergio Grazianim, Mario Maranzaną, Andrzejem Wajdą i The Living Theatre Juliana Becka. Napisał teatralną adaptację opowiadania Thomasa Manna Tonio Kröger, a następnie pracował w różnych wydawnictwach jako redaktor konsultant.
Jego pierwsza powieść to Zelter – historia wampira wydana w 1996 r. Światową popularność przyniósł mu mroczny kryminał L’impagliatore z 2000 r., który w dwa miesiące miał dwa wydania i był tłumaczony na wiele języków, m.in. na angielski (The Mannequin Man) i niemiecki (Der Präparator), a we Francji został okrzyknięty najlepszą europejską powieścią kryminalną roku 2003 przez tygodnik Le Point. Thriller ten stał się podstawą scenariusza filmu Occhi di cristallo (Kryształowe oczy) w reżyserii Erosa Puglielliego. 
W kolejnych latach ukazały się powieści: Dover beach (2002), La scala di Dioniso (2006) oraz La gang dei sogni (2008).
Luca Di Fulvio pisał również książki dla dzieci pod pseudonimem J. Duke Blanco. Jego powieść I misteri dell'Altro Mare (2002) była nominowana do nagrody Bancarellino (it: Premio Bancarellino).